# Капарот

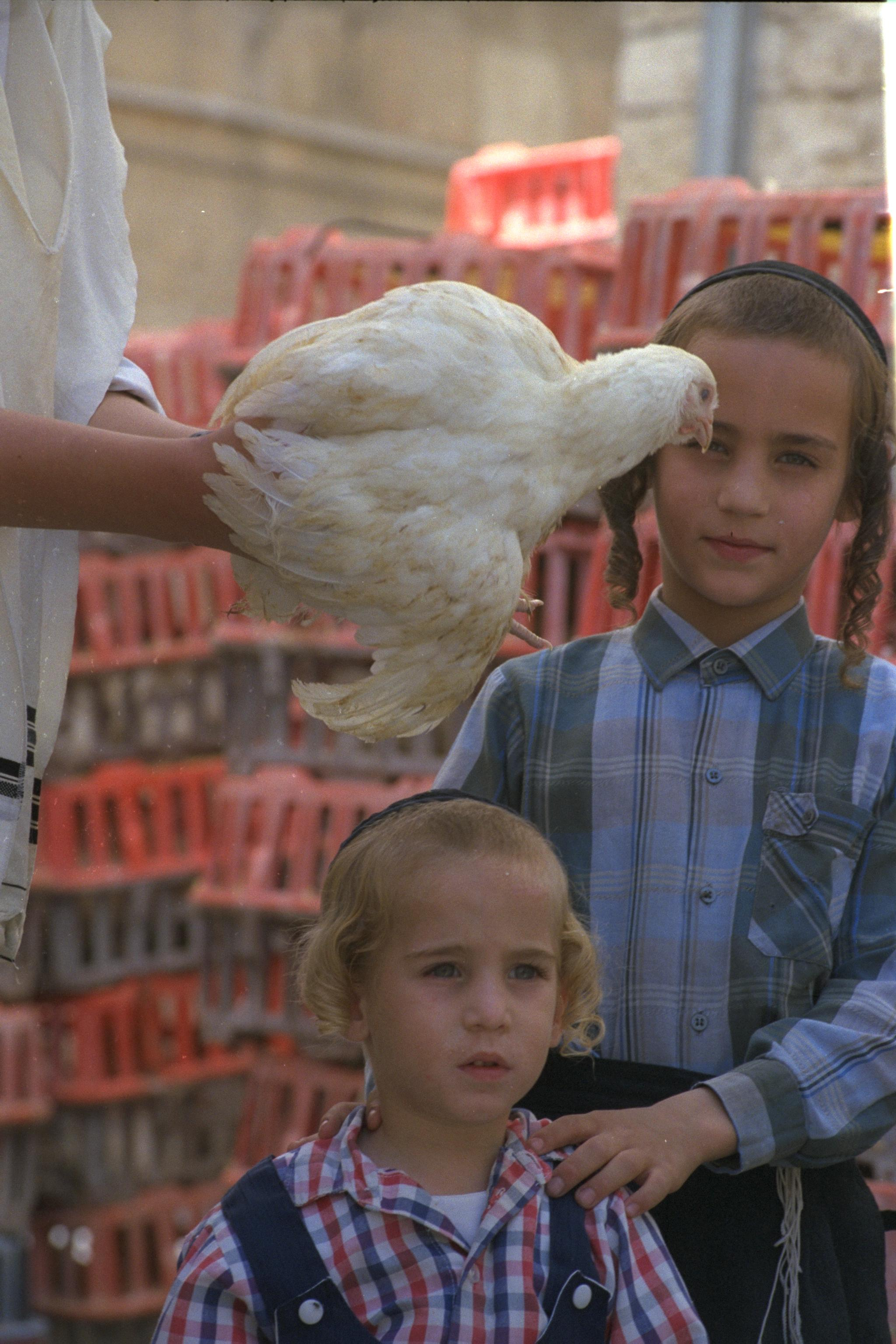
Ритуал капарот напередодні Йом-Кіпура

Капарот (івр. כפרות)‎ — юдейський обряд, практикований деякими релігійними євреями напередодні Йом-Кіпура. В обряді є багато різних елементів, найвідоміший із яких — крутити живу курку чи гроші над головою тричі. Мета обряду — нагадати і дати відчути людині, що за гріхи належить суворе покарання, що має спонукати людину до каяття напередодні Судного дня. Зарізану курку чи гроші віддають бідним людям як пожертвування, тим самим збільшуючи свої заслуги перед Судним днем.

## Етимологія

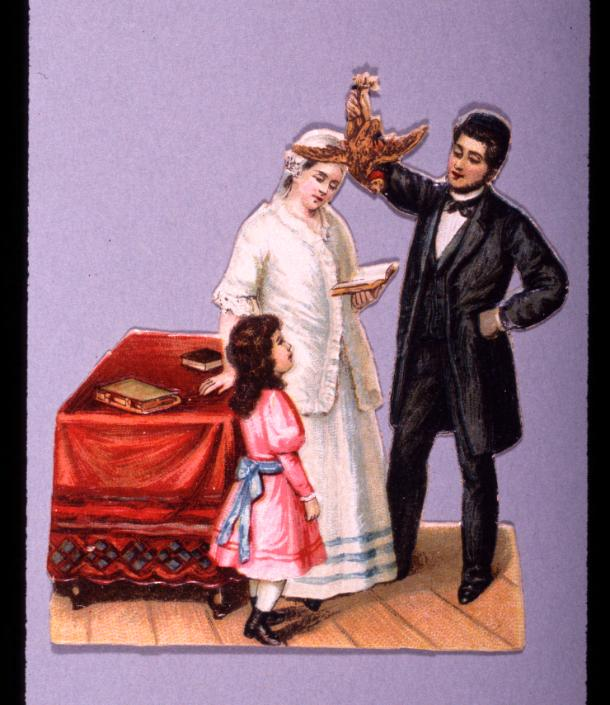
Літографія капарот. Кінець XIX — початок XX століття

Капарот — множина слова капара (івр. כפרה ‎, яке означає «очищення» і походить від івритського кореня к-п-р («спокутувати»).

## Практика

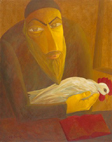
»Шойхет із Півнем". Ізраїль Цвайгенбаум. 1997.

Капарот, за єврейським релігійним звичаєм, виконується у другій половині дня напередодні Йом-Кіпуром. Для виконання ритуалу чоловік бере півня, а жінка — курку. Якщо немає можливості дістати півня або курку, можна замінити їх іншим кошерним птахом, за винятком голубів; дехто замінюють птицю живою рибою або використовують замість тварини гроші. Тримаючи птаха у правій руці, тричі вимовляють уривок «Бней-адам…» («Сини людські…»):
|  | Сини людські, що мешкають у темряві й тіні смертної, скуті кайданами злиднів і заліза, витягне їх Б-г з мороку, з тіні смертної, і кайдани їх розірве. Безрозсудні, бо за свій шлях злочинний і за гріхи вони страждають, всяку їжу відкидає душа їхня, дійдуть вони до брами смерті. І в горі кричать вони до Г-спода, і Він від лих їх визволить, пошле слово Своє, і зцілить їх, врятує їх від загибелі. Прославлять вони Бога за милосердя його і за чудеса, які Він явив синам людським. Якщо є в людини один лише ангел-заступник із тисячі, щоб замовити слово виправдання, то Бог помилує цю людину, сказавши: «Врятуй її від падіння в пекло, знайшов я йому відкуплення». |

Сефарди уривок «Бней-адам…» не читають.
Потім, обертаючи курку чи гроші довкола голови, читають наступний абзац:
|  | Це заміна мені, це замість мене, це мій викуп! Цей півень (курка) піде на жертвопринесення / Ці гроші підуть на благодійність, а моєю долею стануть благополучне довге життя і мир. |

Після цього птицю відносять до шойхету (різнику) для ритуального забою птиці (шхити).

### Півень

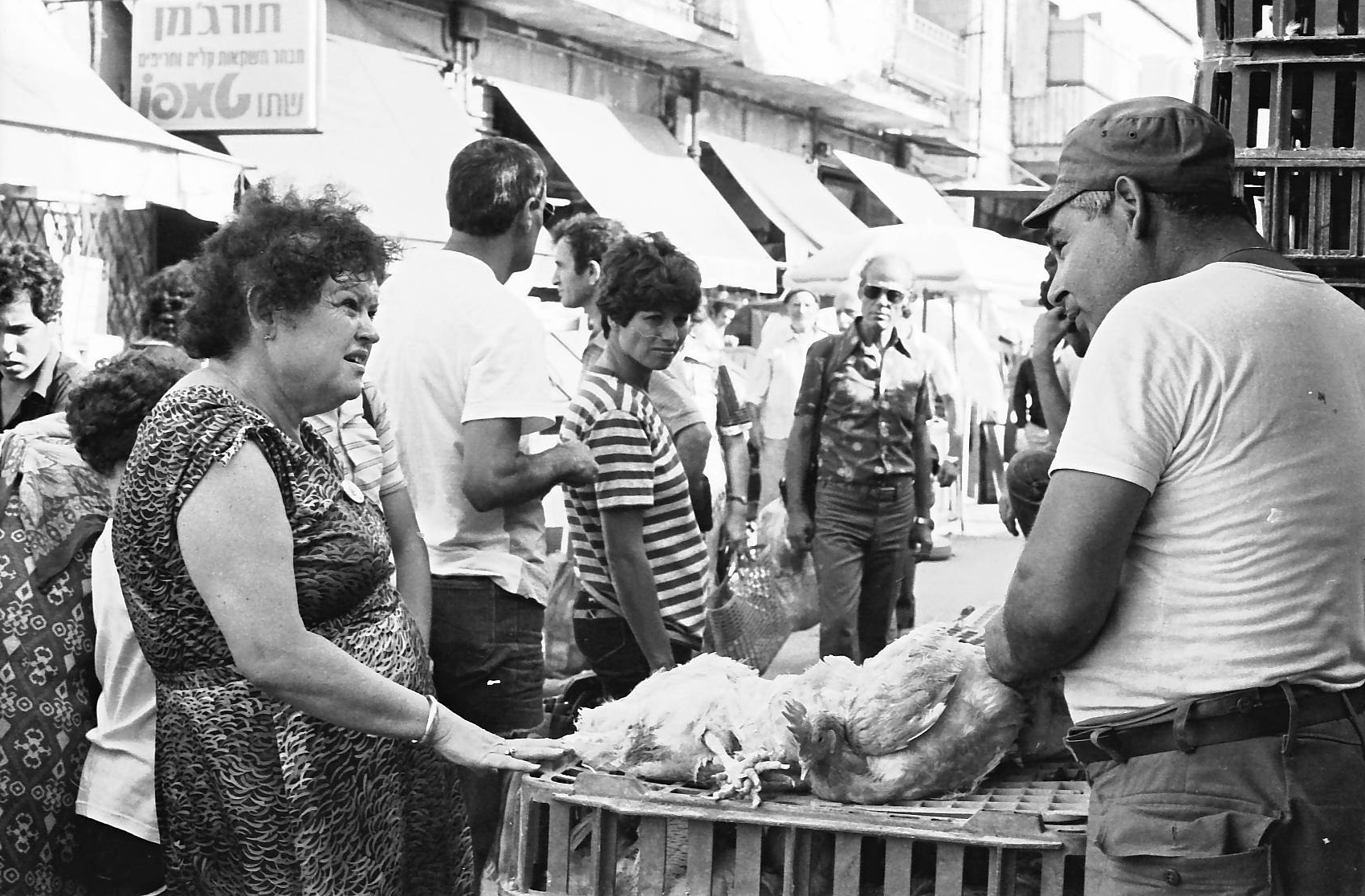
Продавець на ринку Махане Єгуда в Єрусалимі продає курок на капарот напередодні Йом-Кіпура

В одному з варіантів капарот півня обертають навколо голови, ріжуть відповідно до процедури шхити, а потім віддають на благодійність. У наш час капарот із живим півнем здійснюється, головним чином, у хасидських громадах.

### Гроші
У другому варіанті капарот гроші крутять навколо голови в невеликому мішечку або просто затиснутими в руці, а потім віддають їх на благодійність.

## Сенс обряду
Мета обряду капарот — це особиста підготовка людини до Йом-Кіпур. На курку символічно переносяться всі особисті гріхи людини, як аргумент наводяться слова Ісаї (1:17-18) у Священному писанні: «Навчіться робити добро… Тоді прийдіть — і розсудимо, говорить Господь. Якщо будуть ваші гріхи, як багряне, — як сніг убілю…». Ця релігійна практика вперше згадується у 853 році н. е. у книгах Натрона бен Гілая, гаона Академії Сури у Вавилонії, який описує її як звичай вавилонських та перських євреїв. У XIX столітті єврейські вчені пояснювали, що, оскільки івритом слово «гевер» означає «людина» та «півень», півень може діяти й бути релігійним та духовним «заступником» людини. У громадах, де вирощують курей, зарізані птахи використовують для забезпечення продовольства для бідних сімей, часто через громадські організації, які організують такий розподіл.
Людині не слід думати, що, виконавши цей обряд, вона вже заслужила на відкуплення, але шляхом цього обряду вона має покаятися у своїх гріхах, ясно уявляючи собі: муки, які зазнає птах, були б справедливим покаранням їй самій (самому) за всі провини, — і сподіватися на милосердя до неї (нього) Всевишнього.
Прихильники використання грошей в обряді капарот вважають, що головне у капарот — щоб допомога дісталася нужденним, а коли капарот робиться з куркою, за цим складно простежити; крім того, мука тварин суперечить юдаїзму, точніше, міцве «цаар баалей хаім».
В обох версіях ритуалу, незалежно від того, чи використовуються в ньому гроші чи кури, благодійність є найважливішим елементом.

## Історична суперечка
Проти капарот рішуче виступали деякі рабини, у тому числі Моше бен Нахман, Шломо бен Адерет та Йосеф Каро. Вони вважали, що це неєврейський ритуал, що суперечить духу юдаїзму, в якому не допускається можливість жертвопринесення поза Єрусалимським храмом. Однак, він був схвалений рабином Ашером бен Єхіелем (1250—1327) та його сином Яковом бен Ашером (1269—1343). Ритуал особливо приваблював кабалістів, таких як Ісая Горовіц та Ісаак Лурія, які рекомендували вибирати для обряду білого півня, посилаючись насамперед на пророка Ісая 1:18 і знаходячи у встановлених обрядом формулах інші містичні алюзії. Як наслідок, практика стала загальноприйнятою серед ашкеназьких та хасидських євреїв у Східній Європі.
У книзі Шульхан арух сефардський рабин Йосеф Каро виступав проти проведення цього ритуалу. Згідно з аргументами, наведеними в Мішна брура, його думка ґрунтувалася на тому, що цей обряд надто нагадував неєврейські. Ашкеназький рабин Моше Ісерлес дотримувався іншої думки і закликав дотримуватися капароту. В ашкеназьких громадах, як правило, дотримуватись позиції Ісерлеса. Наприкінці ХІХ століття ортодоксальний рабин Каф а-Хаїм схвалив обряд капарот у сефардській громаді.